# Kadeem Hardison
Kadeem Hardison (New York, 24 juli 1965) is een Amerikaans acteur. Hij werd bekend door zijn rol als Dwayne Wayne in de televisieserie A Different World, een spin-off van The Cosby Show. Verder speelde hij onder andere in de films White Men Can't Jump (1992), Vampire in Brooklyn (1995), Drive (1997) en de televisieserie K.C. Undercover. 
Hardison is de zoon van model Bethann Hardison. Hij was van 1997 tot 2000 getrouwd met zangeres Chanté Moore, met wie hij een dochter heeft.

## Filmografie (selectie)

### Films
- Beat Street (1984)
- Enemy Territory (1987)
- School Daze (1988)
- I'm Gonna Git You Sucka (1988)
- Def by Temptation (1990)
- White Men Can't Jump (1992)
- Gunmen (1994)
- Renaissance Man (1994)
- Panther (1995)
- Vampire in Brooklyn (1995)
- The Sixth Man (1997)
- Drive (1997)
- 30 Years to Life (2001)
- Showtime (2002)
- Who's Your Daddy? (2002)
- Biker Boyz (2003)
- Bratz (2007)
- Made of Honor (2008)
- Android Cop (2014)
- B.C. Butcher (2016)
- Paddleton (2019)

### Televisieseries
- The Cosby Show (1984)
- A Different World (1987-1993)
- The Crow: Stairway to Heaven (1998-1999)
- Static Shock (2000-2004)
- House (2006-2007)
- Girlfriends (2007)
- Everybody Hates Chris (2007-2009)
- Cult (2013)
- K.C. Undercover (2015-2018)
- Teenage Bounty Hunters (2020)
- The Lincoln Lawyer (2022)
- Grown-ish (2022-2024)
- The Chi (2023-2024)

### Computerspellen
- Beyond: Two Souls (2013)